# جونگمیو جریه
جونگمیو جریه یا جونگمیو دائجه (به کره‌ای: 종묘 제례) یک مراسم بزرگداشت و عبادت برای پادشاهان و ملکه‌های درگذشتهٔ سلسله چوسون است که در نخستین یکشنبهٔ ماه مه هرسال در معبد جانگمیو شهر سئول کره جنوبی برگزار می‌شود. مراسم جونگمیو جریه همواره با موسیقی درباری کره و رقص همراه است.
این مراسم، به عنوان نخستین میراث فرهنگی و معنوی کره‌جنوبی در سال ۲۰۰۱ به فهرست میراث فرهنگی و معنوی یونسکو اضافه شد.

## تاریخ
ریشه و سرچشمهٔ این مراسم به چین باستان باز می‌گردد و برای نخستین بار در دورهٔ دودمان شیلا در کره برگزار شد و سپس توسط امپراتوری گوریئو محفوظ و تثبیت شد و هم‌اکنون جزو بالاترین مناسک در کره‌جنوبی محسوب می‌شود.

## نگارخانه

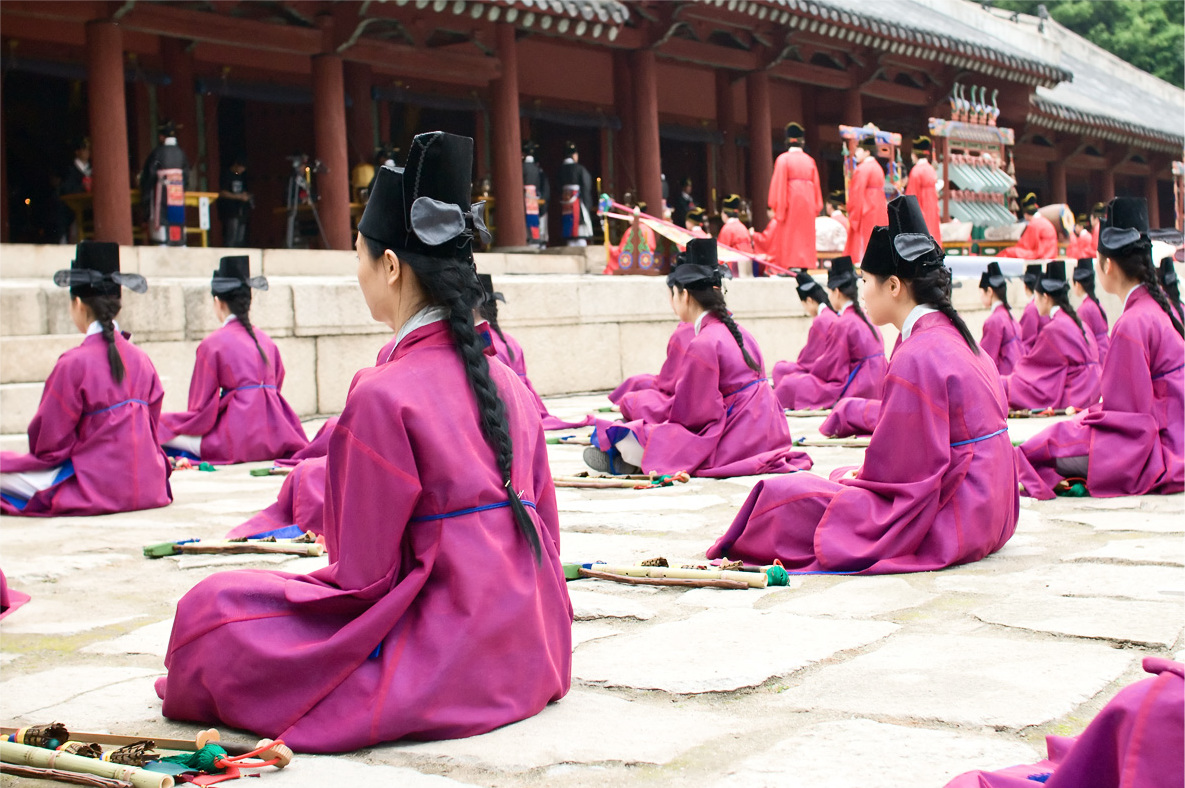
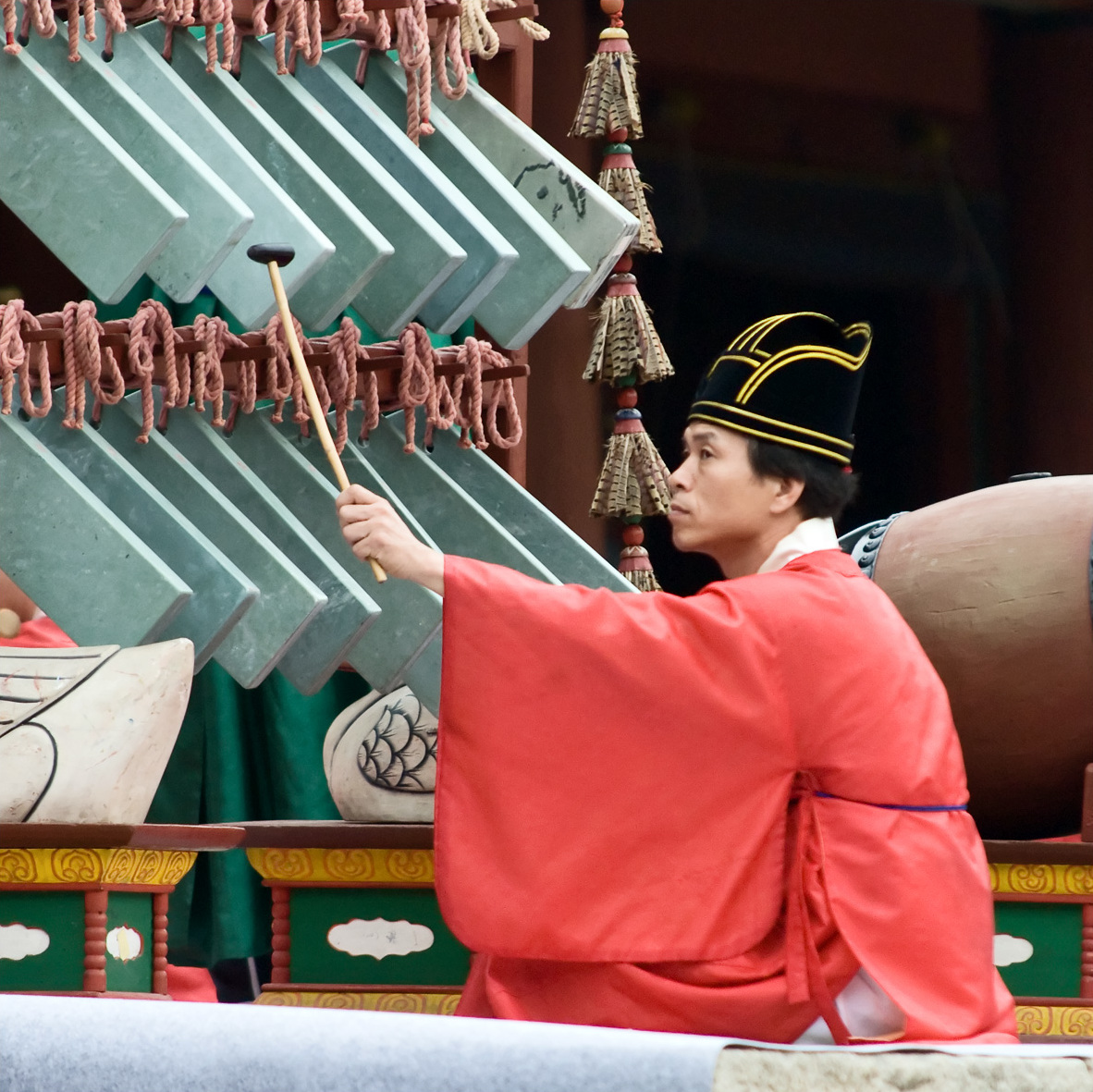
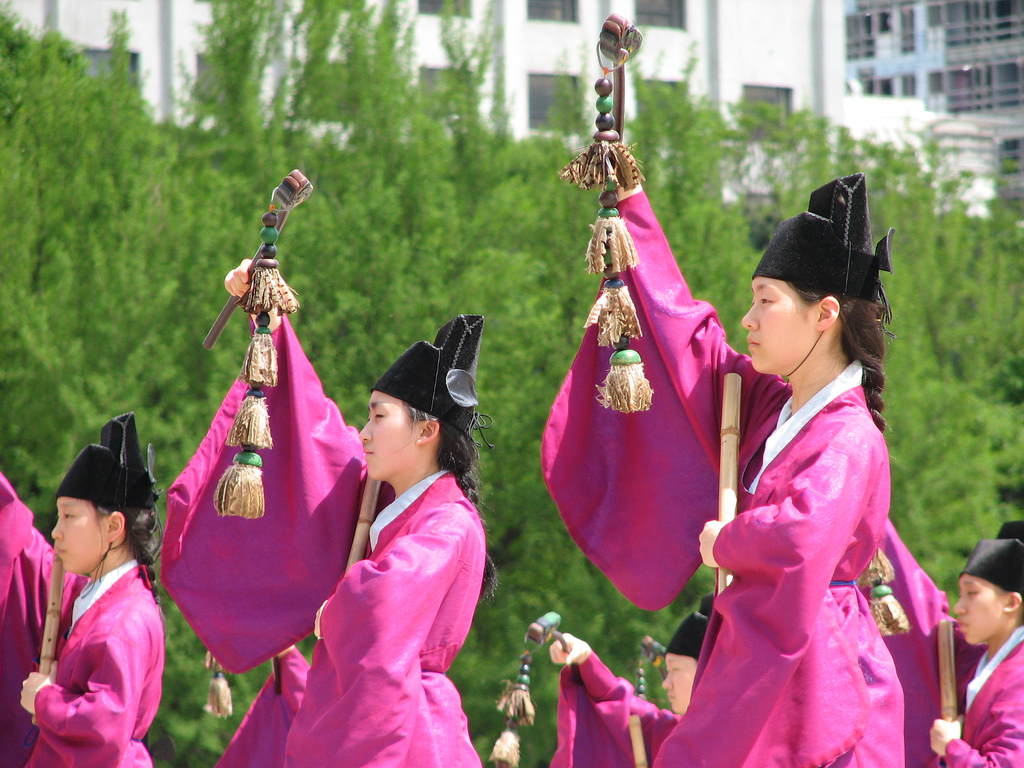
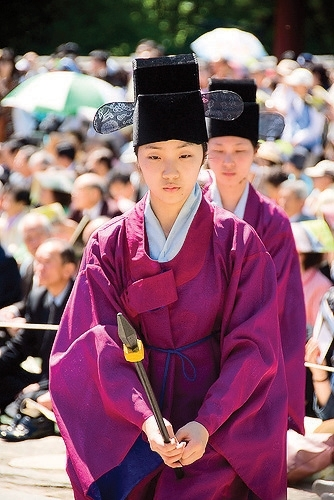
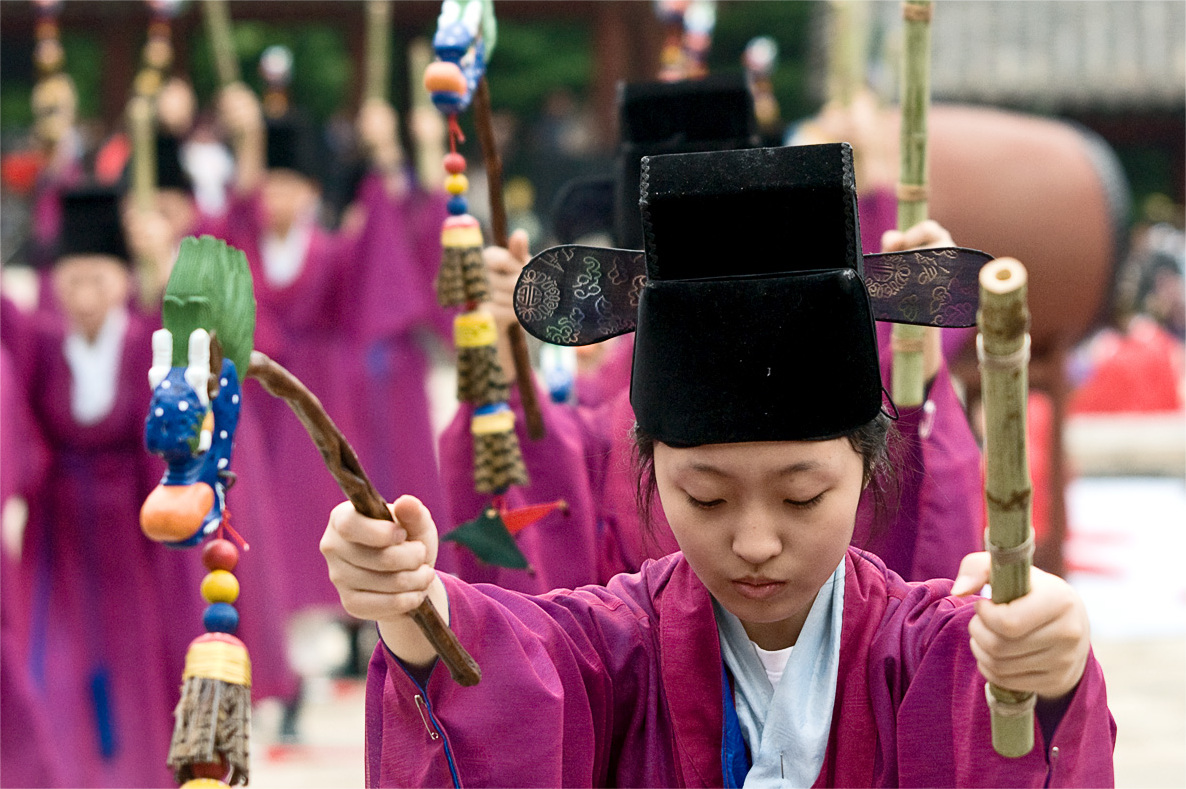
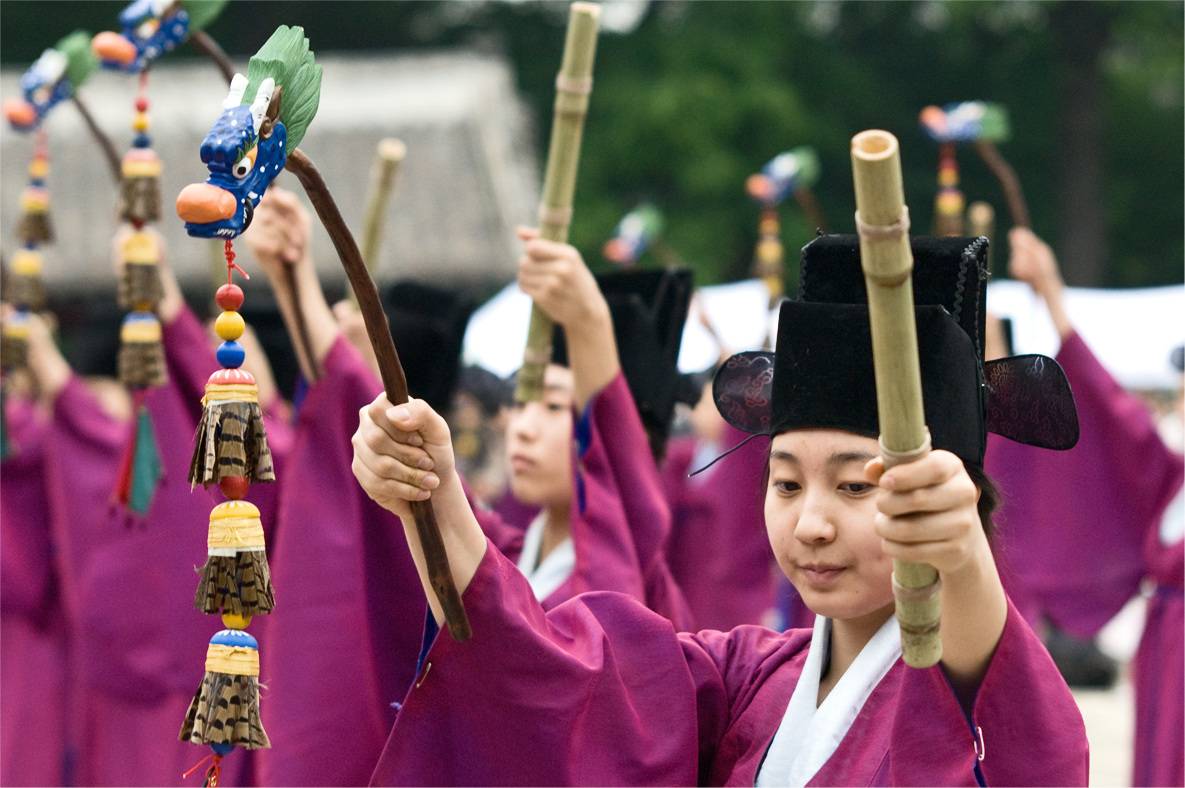
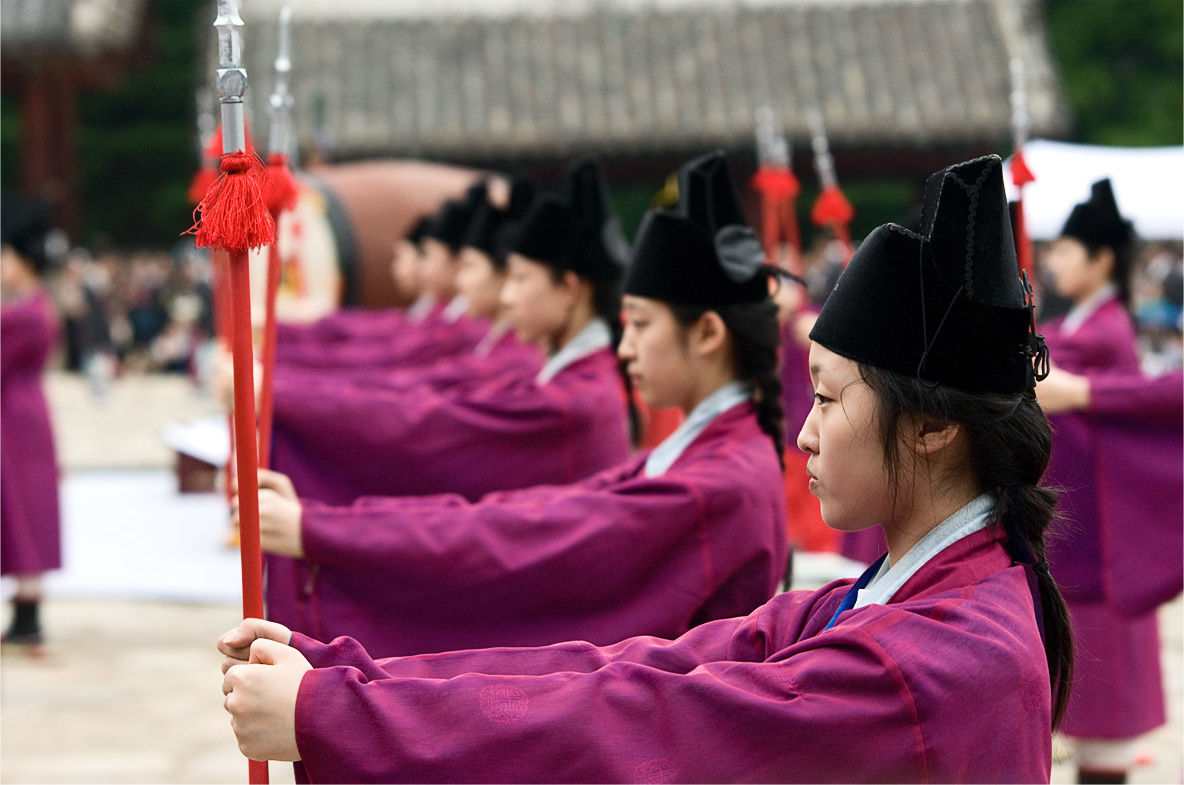
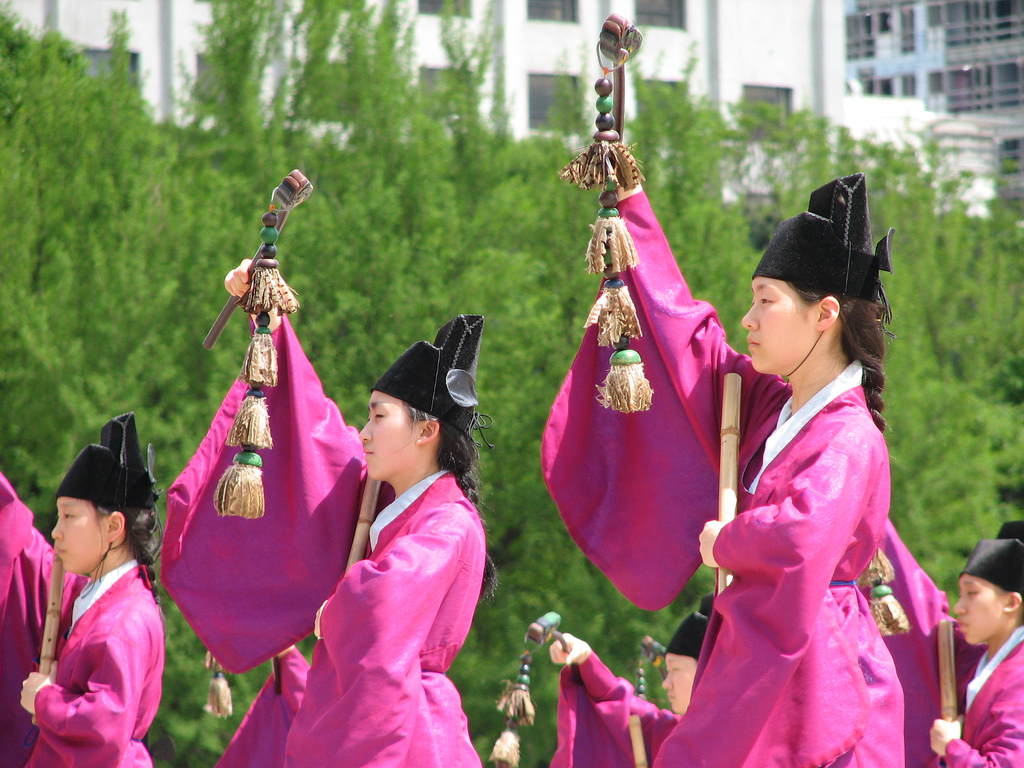
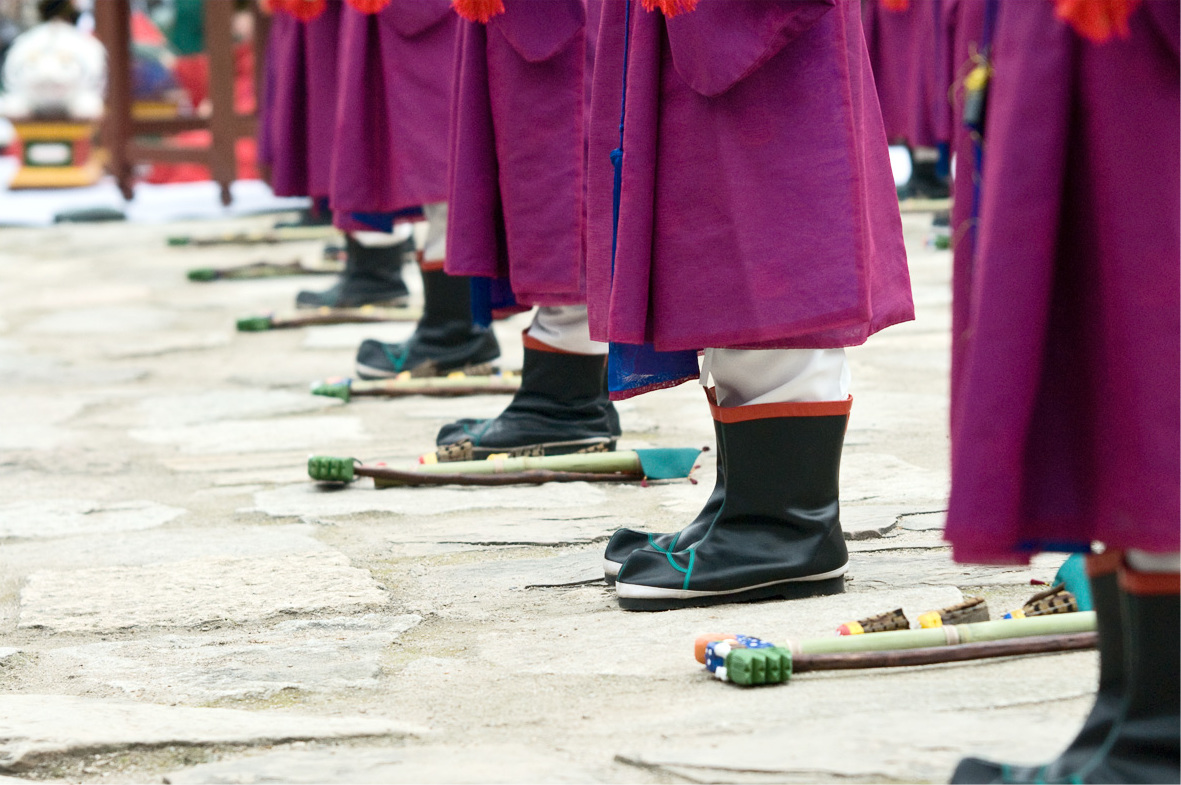
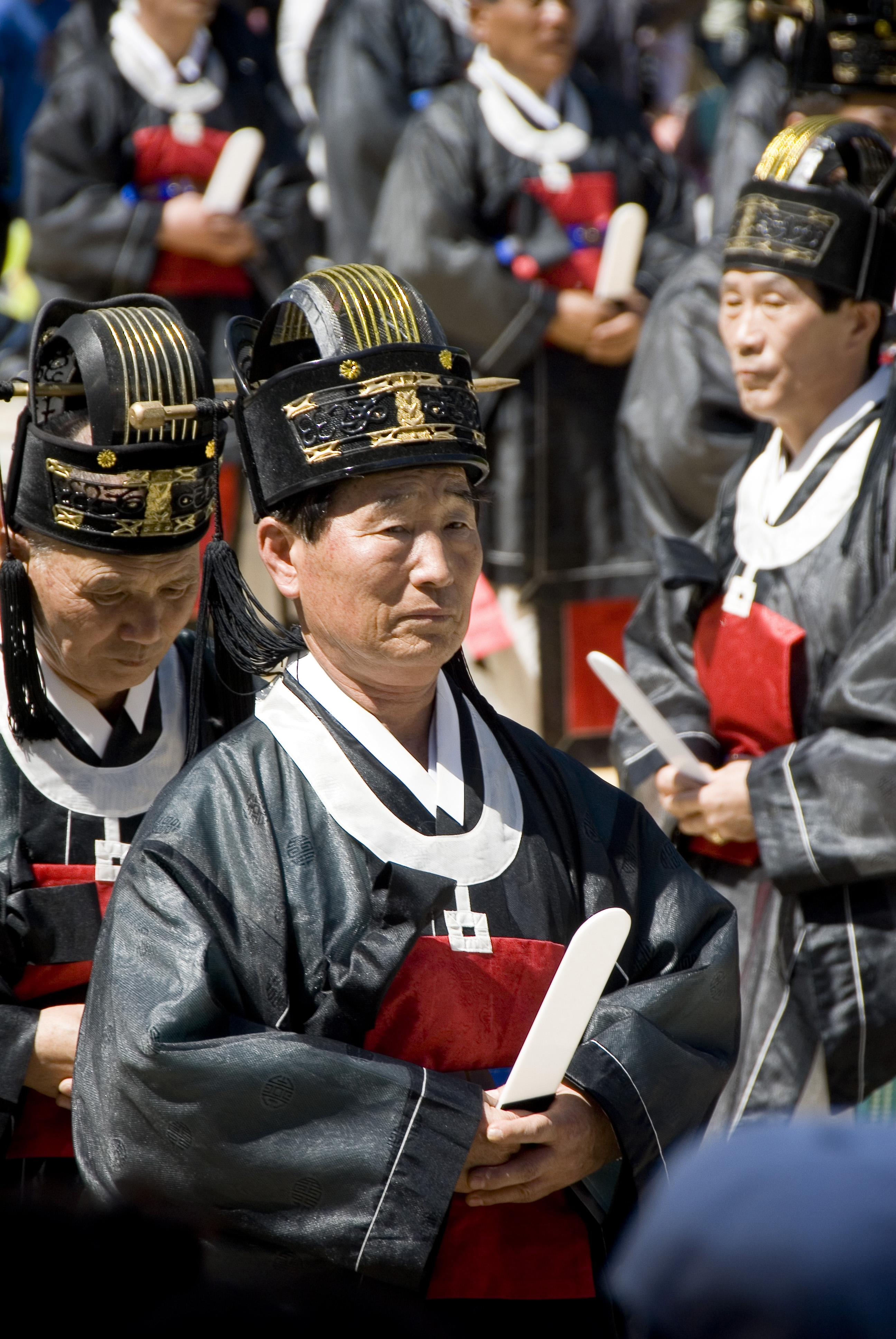
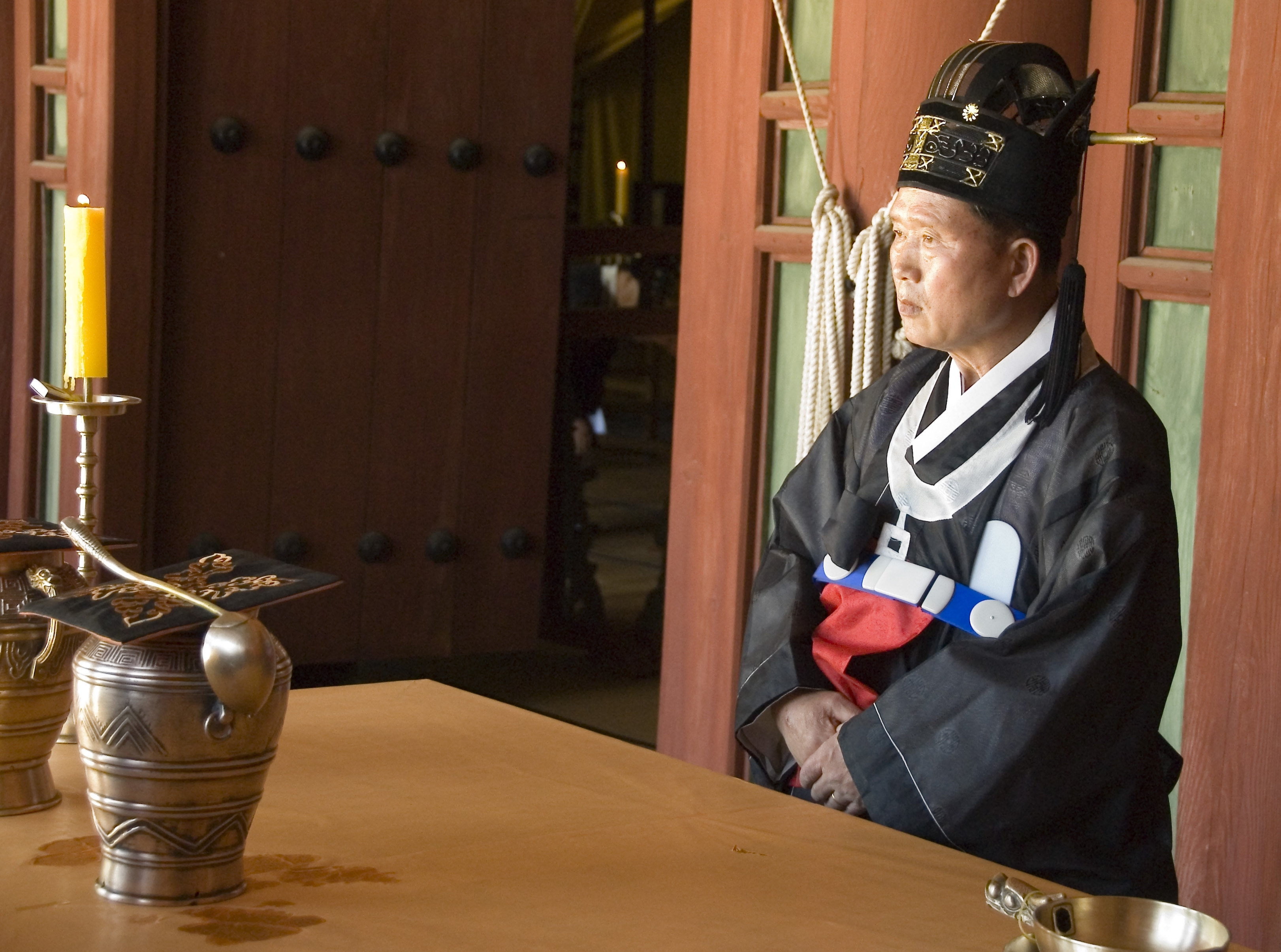
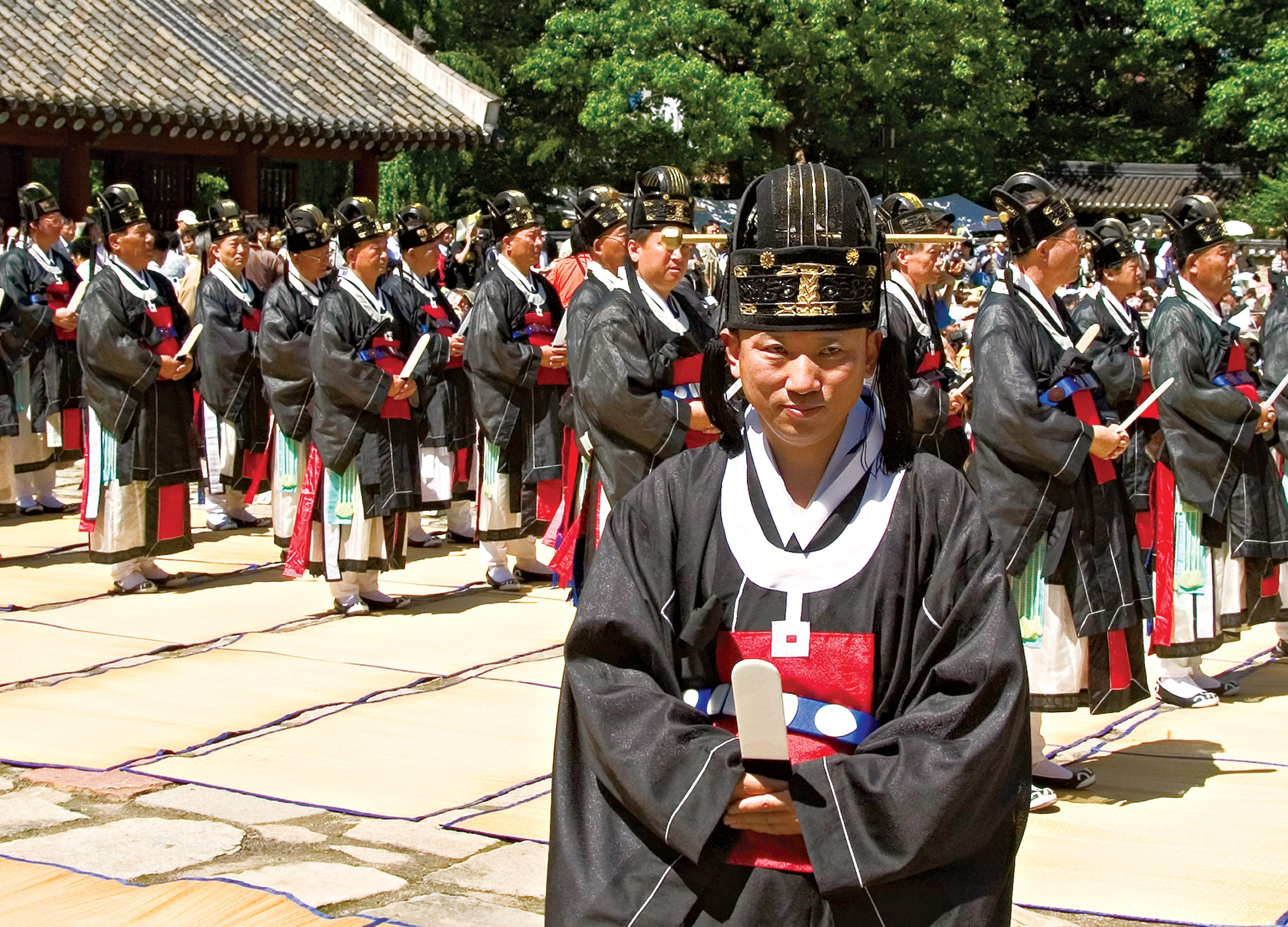